# ニクラス・スンディン
ニクラス・スンディン (Niklas Bo Sundin、1974年8月13日 - )は、スウェーデン出身のヘヴィメタルミュージシャン（ギタリスト）、グラフィックデザイナー（イラストレーター）。ミュージシャンとしては、ダーク・トランキュリティ (Dark Tranquillity)、レートラ (Laethora)のギタリストとして有名。ダーク・トランキュリティでは作曲も多く手掛け、一部楽曲では作詞も行っていた。2016年から、家族との生活を重視するため、ライヴ活動には参加しなくなり、アルバム『Atoma』のリリースに伴うライヴ活動が一段落し、新アルバムの制作が始まるタイミングである2020年3月に、ダーク・トランキュリティを脱退した。脱退後は、後述のデザイン関連の仕事と、新たに立ち上げたエレクトロニック・ミュージック・プロジェクトのミトコンドリアル・サン (Mitochondrial Sun)で活動を続けるとしている。この他に、複数のプロジェクトを行う予定があるとしている。
また、イン・フレイムスの2ndアルバム『The Jester Race』楽曲の作詞にアンダース・フリーデンとの共作で参加した。また、以降もアンダースのスウェーデン語の歌詞を英語に翻訳する手伝いをしていた。
この他に、グラフィックデザイナー、イラストレーターとしても活動しており、キャビン・フィーバー・メディア (Cabin Fever Media)というデザインスタジオを設立し活動している。イラストレーターとしてヨーロッパのヘヴィメタルバンドのアルバムジャケットを中心に、多くの作品を手掛けている。ニクラスがジャケットのデザインを手がけたバンドとしては、イン・フレイムス、エターナル・ティアーズ・オヴ・ソロウ、アーチ・エネミー、ナイトレイジ、センテンスト、ナグルファーなどが挙げられる。

## 使用機材
ニクラスの主な使用機材は、ギブソンのGibson Faded SGとGibson 1983 Flying V、それからIbanez IC400である。また、これらに加えてJ. Nunis SC-1、2本のGibson Les Pauls（スタンダードとゴシック）、Fendar Talon Iも使用している。ニクラスは、以前はロックトロンのラック設置型のカメレオンプリアンプを使用していた。ダーク・トランキュリティの6thアルバム『Damage Done』に伴うツアーの後、ダーク・トランキュリティのギタリスト、マーティン・ヘンリクソンと揃って、Peavey5150とMesa/Boogie Dual Rectifier プリアンプをベリンガー V-AMP2 modeling processorsと共に使用するようになった。9thアルバム『We Are the Void』のレコーディングでは、Peavey 6505、ENGL Powerball、そしてBugeraのアンプを使用していた。またニクラスは、Mayones Guitars & Bassesとエンドーズ契約している。

## ディスコグラフィー

### ダーク・トランキュリティ
アルバム
- 1993年 スカイダンサー - Skydancer
- 1996年 ザ・ギャラリー - The Gallery
- 1997年 ザ・マインズ・アイ - The Mind's I
- 1999年 プロジェクター - Projector
- 2001年 ヘイヴン - Haven
- 2002年 ダメージ・ダン - Damage Done
- 2004年 Exposures - In Retrospect and Denial - 国内未発売。2枚組仕様。ディスク1には未発表曲（日本盤ボーナストラック）とリマスター処理を施した初期のデモ音源を収録。ディスク2には『Live Damage』の模様を収録。
- 2005年 キャラクター - Character
- 2007年 フィクション - Fiction
- 2010年 ウィ・アー・ザ・ヴォイド - We Are the Void
- 2013年 コンストラクト - Construct

シングル
- 1995年 Of Chaos And Eternal Night
- 1996年 Enter Suicidal Angels
- 2004年 Lost to Apathy
- 2007年 Focus Shift

ベストアルバム
- 2009年 Manifesto of Dark Tranquillity

コンピレーション
- 1994年 V.A. / Metal Militia - A Tribute To Metallica
- 1995年 V.A. / W.A.R. Compilation Vol.1
- 2002年 V.A. / A Tribute Of The Beast

ビデオ
- 2003年 Live Damage

### Laethora
アルバム
- 2007年 March of the Parasite
- 2010年 The Light in Which We All Burn

### その他
- 2004年-2006年 Siebenbürgen - Darker Designs & Images
- 2006年 Sigh - Gallows Gallery (Guest guitar solo)

## アルバム・カヴァー作品一覧
※ABC順
...And Oceans
- 『:en:A.M.G.O.D. (Allotropic/Metamorphic Genesis of Dimorphism)|A.M.G.O.D.』(2001)

Ablaze My Sorrow
- 『Anger, Hate, Fury』(2001)

Ajattara
- 『ITSE』(2001)

Ajattara
- 『Kuolema』(2003)
- 『Tyhjyys』(2004)

Agregator
- 『A Semmi Ágán』(2003)
- 『Szürkület』(2006)

Alas
- 『Absolute Purity』(2001)

Amethyst
- 『Dea Noctilucae』(2000)

Amortis
- 『Gift of Tongues』(2002)
- Andromeda
- 『Extension of the Wish』(2001)
- 『Extension of the Wish - Final Extension』(2004)
- 『Chimera』(2006)

アーチ・エネミー
- 『Wages of Sin』(2001)
- 『Burning Angel』(EP)(2002)
- 『Anthems of Rebellion』(2003)
- 『Dead Eyes See No Future』(EP)(2004)
- 『Rise of the Tyrant』(2007)

アライズ
- 『The Godly Work of Art』(2001)
- 『Kings of the Cloned Generation』(2003)

アルマゲドン
- 『Embrace the Mystery』(2000)

As Memory Dies
- 『Transmutate』(2009)

Autumnblaze
- 『DämmerElbenTragödie』(1999)
- 『Words are Not What They Seem』(2004)

カレニッシュ・サークル
- 『Flesh Power Dominion』(2002)
- 『My Passion // Your Pain』(2003)
- 『Forbidden Empathy』(2005)

セレモニアル・オース
- 『Lost Name of God』(EP)(1992)

Charon
- 『Tearstained』(2000)
- 『Downhearted』(2001)

Corporation 187
- 『Perfection in Pain』(2002)

Dark Age
- 『Dark Age』(2004)

ダーク・トランキュリティ
- 『Projector』(1999)
- 『Skydancer/Of Chaos and Eternal Night』(1999)
- 『Haven』(2000)
- 『Damage Done』(2002)
- 『Exposures – In Retrospect and Denial』(2004)
- 『Lost to Apathy』(2004)
- 『Character』(2005)
- 『Fiction』(2007)
- 『We Are the Void』(2010)

Dawn of Relic
- 『Lovecraftian Dark』(2003)

Deadsoil
- 『Sacrifice』(2006)

Detonation
- 『An Epic Defiance』(2002)
- 『Portals to Uphobia』(2005)

ディメンション・ゼロ
- 『Silent Night Fever』(2002)
- 『This Is Hell』(2003)

Dominion Caligula
- 『A New Era Rises』(2000)

ドラゴンランド
- 『Astronomy』(2006)

Dreamaker
- 『Human Device』(2004)

Empyrium
- 『Weiland』(2002)

Enforsaken
- 『The Forever Endeavour』(2004)

Enter Chaos
- 『Aura Sense』(2004)

Enter My Silence
- 『Remotecontrolled Scythe』(2001)

Entwine
- 『Gone』(2001)

エターナル・ティアーズ・オヴ・ソロウ
- 『Chaotic Beauty』(2000)
- 『A Virgin and a Whore』(2001)
- 『The Last One for Life』(EP)(2001)

Ethereal Spawn
- 『Ablaze in Viral Flames』(2000)

Eventide
- 『Caress the Abstract』(EP)(1999)
- 『Promo 2000』(2000)
- 『No Place Darker』(2005)
- 『Diaries from the Gallows』(2006)

Evilheart
- 『Storm Of Annihilation』(2007)

Eyetrap
- 『Folk Magic』(2003)
- Fields of Asphodel
- 『Deathflower』(EP)(1999)

Flowing Tears
- 『Jade』(2000)

Fragments of Unbecoming
- 『Sterling Black Icon』(2006)

ガーデニアン
- 『Soulburner』(1999)
- 『Sindustries』(2000)

Green Carnation
- 『Journey to the End of the Night』(2000)
- 『Light of Day, Day of Darkness』(2001)
- 『The Quiet Offspring』(2005)

Harm
- 『Devil』(2006)

Hypocrite
- 『Edge of Existence』(1996)

イン・フレイムス
- 『The Tokyo Showdown』(2001)
- 『Reroute to Remain』(2002)
- 『Trigger』(EP)(2003)
- 『Soundtrack to Your Escape』(2004)

Jeremy
- 『Edge on the History』(2003)
- 『The 2nd Advent』(2005)

Kayser
- 『Frame the World...Hang on the Wall』(2006)

Kiuas
- 『The New Dark Age』(2008)

Kryptos
- 『Spiral Ascent』(2004)

Lacrimas Profundere
- 『Ave End』(2004)

Last Tribe
- 『The Uncrowned』(2003)

Laethora
- 『March of the Parasite』(2007)

Lahmia
- 『Into The Abyss』(2012)

Lost Horizon
- 『Awakening the World』(2001)

Love in the Time of Cholera
- 『The Sun Through Glass』(2005)

Luciferion
- 『The Apostate』(2003)

Lullacry
- 『Be My God』(2001)

Madrigal
- 『I Die You Soar』(2001)

マーサナリー
- 『11 Dreams』(2004)
- 『Architect of Lies』(2008)

Mirrored Mind
- 『At Meridian』(2001)

Moonshine
- 『Eternal』(2008)

Moonsorrow
- 『Suden Uni』(2001)

Mörk Gryning
- 『Maelstrom Chaos』(2001)

ナグルファー
- 『Sheol』(2003)

Narcissus
- 『Crave and Collapse』(2003)

ナイトレイジ
- 『Sweet Vengeance』(2003)

Novembre
- 『Classica』(1999)

Opposite Sides
- 『Soul Mechanics』(2009)

Passenger
- 『Passenger』(2003)

Pathos
- 『Katharsis』(2002)

Red Aim
- 『Niagara』(2003)

Sanctus
- 『Aeon Sky』(2000)

Samadhi
- 『Incandescence』(2008)
- 『Satanic Slaughter
- 『Banished to the Underworld』(2002)

Scaar
- 『The Second Incision』(2005)

Scylla
- 『Mater Dolorosa』(2005)

センテンスト
- 『Crimson』(2000)

Silence
- 『Enola』(2000)
- 『The P/O/U/R Letters』(2003)

Soultorn
- 『Masks』(EP)(2002)

スピリチュアル・ベガーズ
- 『Demons』(2005)

Sunset Sphere
- 『Storm Before Silence』(2001)

Supreme Majesty
- 『Tales of a Tragic Kingdom』(2001)
- 『Danger』(2003)

Tactile Gemma
- 『Tactile Gemma』(2001)

The Crest
- 『Letters from Fire』(2002)

The Forsaken
- 『Traces of the Past』(2003)

Thundra
- 『Blood of Your Soul』(2000)

Thyrane
- 『Hypnotic』(2003)

ザイアフィング
- 『Vansinnesvisor』(2002)

Time Requiem
- 『The Inner Circle of Reality』(2004)

チュリサス
- 『Battle Metal』(2004)

Underthreat
- 『Deathmosphere』(2006)

Urban Tales
- 『Signs of Times』(2003)

Veneficum
- 『Enigma Prognosis』(2003)

Vermin
- 『Filthy Fucking Vermin』(2000)

ウィッチリー
- 『Symphony for the Devil』(US盤)(2004)

Within Y
- 『Extended Mental Dimensions』(2004)

Wolf
- 『Wolf』(ドイツ盤)(2000)